# Abierto Mexicano de Tenis 2012
El Torneo de Acapulco (Abierto Mexicano Telcel) es un evento de tenis perteneciente al ATP World Tour en la serie 500 y en la WTA a los WTA International Tournaments. Se jugó del 27 de febrero al 4 de marzo de 2012 en Acapulco (México).

## Campeones
- Individuales masculinos:  David Ferrer derrotó a  Fernando Verdasco por 6-1, 6-2.

- Individuales femenino:  Sara Errani derrotó a  Flavia Pennetta por 5-7, 7-6(2), 6-0.

- Dobles masculinos:  David Marrero / Fernando Verdasco derrotan a  Marcel Granollers / Marc López por 6-3, 6-4.

- Dobles femenino:  Sara Errani / Roberta Vinci derrotan a  Lourdes Domínguez Lino / Arantxa Parra por 6-2, 6-1.